# Jun Chen
Jun Chen   (segle XX) (en xinès 陳俊) és una astrònoma estatunidenca d'origen xinès i descobridora de planetes menors.
Va obtenir la seva llicenciatura a la Universitat de Pequín el 1990 i va obtenir el seu doctorat a la Universitat de Hawaii el 1997.
Treballant juntament amb David Jewitt, Jane Luu i altres astrònoms, ha co-descobert diversos objectes del cinturó de Kuiper. El Minor Planet Center li atribueix el co-descobriment de 10 planetes menors durant el període 1994-1997.
Actualment treballa com a desenvolupadora de programari a la indústria privada.

## Planetes menors descoberts
| (15807) 1994 GV 9                                        | 15 d'abril de 1994  | MPC [A]       |
| (15820) 1994 TB                                          | 2 d'octubre de 1994 | MPC [A]       |
| (15874) 1996 TL 6                                        | 9 d'octubre de 1996 | MPC [A][B][C] |
| (15883) 1997 CR 29                                       | 3 de febrer de 1997 | MPC [A][B]    |
| (20108) 1995 QZ 9                                        | 29 d'agost de 1995  | MPC [A]       |
| (20161) 1996 TR 66                                       | 8 d'octubre de 1996 | MPC [A][B][C] |
| (32929) 1995 QY 9                                        | 31 d'agost de 1995  | MPC [A]       |
| (33001) 1997 CU 29                                       | 6 de febrer de 1997 | MPC [A][B][C] |
| 79360 Sila–Nunam                                         | 3 de febrer de 1997 | MPC [A][B][C] |
| (118228) 1996 TQ 66                                      | 8 d'octubre de 1996 | MPC [A][B][C] |
| A amb David C. Jewitt B amb Chad Trujillo C amb Jane Luu |                     |               |